# سوختن (فیلم ۲۰۲۲)
سوختن (انگلیسی: Harka) یک فیلم درام محصول سال ۲۰۲۲ به نویسندگی و کارگردانی لطفی ناتان، در اولین کارگردانی روایی خود، با الهام از خودسوزی محمد بوعزیزی که جرقه انقلاب تونس و بهار عربی بین سال‌های ۲۰۱۰ تا ۲۰۱۱ را به همراه داشت، ساخته و کارگردانی شد.
اولین نمایش جهانی این فیلم در جشنواره فیلم کن ۲۰۲۲ در ۱۹ مه ۲۰۲۲ در بخش نوعی نگاه انجام شد، جایی که آدام بسا بازیگر نقش اول جایزه بهترین اجرا را دریافت کرد. در ۲ نوامبر ۲۰۲۲ در فرانسه اکران شد.

## داستان
مرد جوان تونسی رؤیای زندگی بهتری دارد و بنزین قاچاق را در بازار سیاه می‌فروشد. هنگامی که پدرش می‌میرد، او به مواظبت از دو خواهرش سپرده می‌شود و در آستانه اخراج از خانه شان است.

## تولید
فیلمبرداری در تونس انجام شد. هارکا اولین فیلم بلندی بود که در شهر سیدی بوزید، جایی که انقلاب تونس آغاز شد، فیلمبرداری شد. فیلمبرداری در تونس در طول همه‌گیری کووید ۱۹ انجام شد.

## بازخوردها
در وب‌سایت جمع‌آوری نقد راتن تومیتوز از نظرات ۵ منتقد مثبت است، با میانگین امتیاز 10/10.